# 그린 라인 (이스라엘)

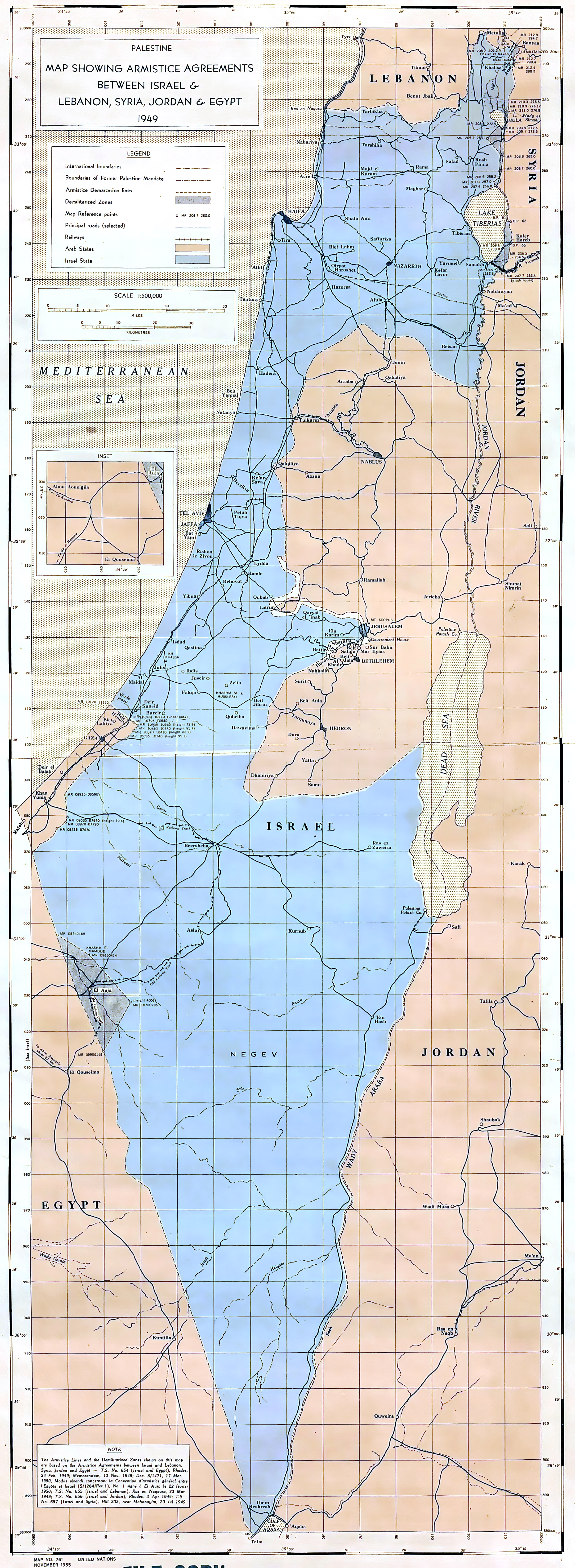
휴전 협정의 결과를 표시한 1955년 유엔 지도로, 협정에서의 팔레스타인 좌표계를 기준으로 한 기준점("MR")도 나타나 있다.

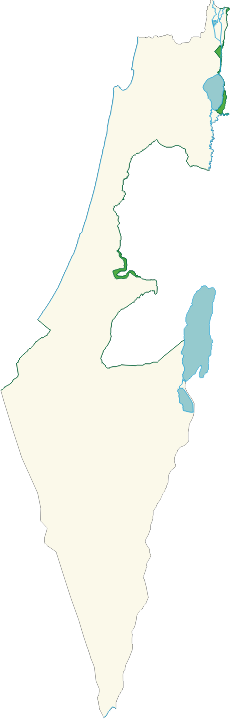
이스라엘의 1949년 그린 라인(짙은 초록)과 비무장지대(옅은 초록).

그린 라인(히브리어: הקו הירוק, 아랍어: خط أخضر, 영어: Green Line), 1967년 이전 국경, 1949년 휴전 국경은 제1차 중동 전쟁 이후 체결된 1949년 휴전 협정에서 정한 이스라엘과 주변국(이집트, 요르단, 레바논, 시리아) 간의 분계선으로, 1949년부터 1967년 제3차 중동 전쟁까지 이스라엘의 비공식적 국경 역할을 했다.
그린 라인이라는 명칭은 휴전 협정 당시 지도에 선을 그리기 위해 사용한 잉크가 초록색이었던 것에서 유래했다. 제3차 중동 전쟁 이후 이스라엘이 점령한 그린 라인 바깐의 영토는 동예루살렘, 서안 지구, 가자 지구, 골란고원, 시나이반도(1979년 조약을 통해 반환)로, 이스라엘의 점령지로 묶어 부르기도 한다.
그린 라인은 완전한 국경이 아닌 임시 분계선으로서 설정되었다. 1949년 휴전 협정에서는 아랍 측의 요청으로, 영구적인 국경을 설정하는 것이 아니라는 점이 분명하게 명시되어 있다. 예시로, 이스라엘과 이집트 간의 협정에서는 "휴전 분계선은 정치적 또는 영토적 경계로 절대 해석해서는 아니 되며, 기존의 권리, 영토 주장, 팔레스타인 문제에 대한 궁극적인 해법에 대한 위치를 배제하고 기술하여야 한다"라고 명기되어 있다. 시리아와 요르단과의 협정에서도 비슷한 문구가 들어 있다. 레바논과의 협정에는 이러한 문구가 없어, 군대만 국경에서 철수하는 것으로 규정하였으며, 이스라엘과 레바논 사이의 정식 국경으로 간주되고 있다.
그린 라인은 미국의 대통령 버락 오바마, 팔레스타인의 대통령 마흐무드 압바스, 유엔 비공식 문서, 유엔 총회 결의 등 국제 사회 곳곳에서 "1967년 이전 국경"이나 "1967년 국경"으로 칭하고도 있다.

## 역사

1951년 예루살렘의 국경 표지로, 배경은 다윗의 탑이다.

그린 라인은 이스라엘과 주변국의 국경이 아닌, 군사 분계선을 가리킨다. 그린 라인을 넘나드는 모든 행위는 금지되었으며, 유엔 휴전 감시 기구가 감독하였다. 그린 라인은 요르단령 예루살렘 및 서안 지구와 이스라엘을 나누는 경계를 가리키는 용어로 가장 흔히 사용되었다. 그린 라인은 1947년 팔레스타인 분할안에 사용된 분할선으로서 계승되었으며, 이스라엘 또한 이스라엘 독립 선언서에서 분할을 인정하였다. 팔레스타인 및 아랍권은 위임통치령 팔레스타인의 어떠한 분할안도 거부하였다.
1967년 이스라엘이 트란스요르단을 제외하고 위임통치령 팔레스타인의 영토를 모두 점령한 이후, 분계선은 군사적으로 의미가 없게 되었고, 그린 라인의 지위 또한 불분명해졌다.
이스라엘은 법적으로 그린 라인의 중요성은 없다고 공식적으로 주장해 왔지만, 그린 라인은 실질적인 정치적, 법적, 행정적 중요성을 띄고 있었다. 이스라엘은 그린 라인 바깥 영토를 점령된 땅으로 간주하여, 이스라엘 행정 체계에 편입하지 않았다. 그린 라인 바깥 지역은 이스라엘 방위군이나 팔레스타인 자치 정부가 관리하였다. 이스라엘 국적 취득 여부는 그린 라인을 참고하여 결정되었다.
1980년 예루살렘의 행정 구역 확장은 대표적인 예외 상황이었다. 그린 라인 바깥쪽의 예루살렘은 1967년까지 요르단이 통치하였지만, 1980년 예루살렘법을 통해 이스라엘이 "통일된 예루살렘"을 수도로 선포하였다. 이 주장은 유엔 안전 보장 이사회 및 국제사회에서 인정하지 않고 있다. 현재까지도 그린 라인 자체는 동예루살렘과 서예루살렘을 나누고 있다.
골란고원 또한 1981년 골란고원법을 통해 이스라엘에 합병되었지만, 이 역시 유엔 안전 보장 이사회에서 무효이며 국제법적 효력이 없다고 선포하였다.

## 영향
이스라엘, 서안 지구, 가자 지구를 지나는 그린 라인은 인구 밀집 지역을 지나간다. 그린 라인은 1948년 전쟁 당시의 전선에 대응하는 것으로, 그린 라인을 설정할 당시에는 군사적 이점을 중점으로 설정했기 때문에, 도시와 마을이 반으로 갈리고, 농부와 농지가 분리되는 상황이 벌어졌다. 이로 인해 그린 라인은 소규모 조정이 많았고, 일부 지역에서는 제한적인 이동을 위한 특수 협의가 맺어지기도 했다.
예루살렘도 동예루살렘과 서예루살렘으로 나뉘었다. 바르타 마을은 지도 오류로 인해, 3분의 1은 이스라엘 측에, 3분의 2는 바깥쪽에 남겨졌다. 키부츠 라마트 레이첼은 거의 전부 그린 라인 바깥쪽에 위치하게 되었다.
아비 쉴레임에 따르면, 1949년 3월 이라크군이 철수하며 요르단군에 점령지를 넘겨줬고, 이스라엘은 신-타브-신 작전을 통해 서안 지구 북부 와디 아라 지역의 휴전선을 재협상한 비밀 조약을 체결하여, 최종 휴전 협정에 해당 내용을 추가하였다. 지도 남쪽에서 그린 라인은 파란색 잉크로 다시 그려졌는데, 이는 그린 라인이 움직였다는 인상을 주기 위해서였다.

### 유대인 인구

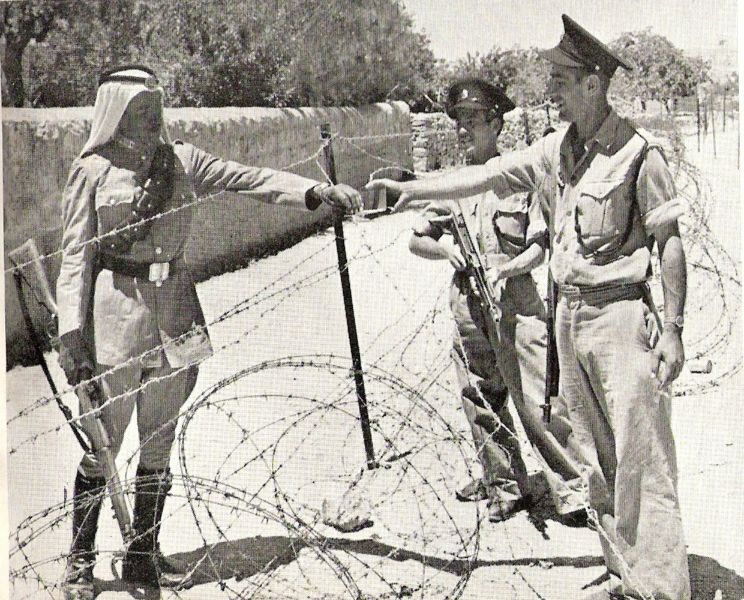
만델바움 게이트에서 예루살렘을 동서로 나누는 철조망.

1947년부터 48년까지 전쟁 기간 동안 구시가 등 그린 라인 동쪽 지방에 살던 유대인들은 요르단의 포로로 잡혔다. 구쉬 에치온의 방어군은 학살을 겪기도 했다. 포로들은 전쟁 이후 이스라엘로 귀환하였다. 1948년 7월 8일, 이집트와 요르단의 군사적 압력으로 인해, 크파 다롬과 나하라임의 유대인들이 대피하기도 했다.
제3차 중동 전쟁 승리 이후, 이스라엘은 그린 라인의 남쪽 및 동쪽에 새 정착촌을 건설하였으며, 다른 국가들의 강한 비판을 받고 있다. 이스라엘인 다수는 이 새 정착촌이 이스라엘의 안보에 중요하다고 생각하여 지지하지만, 경제적인 부담이 됨과 동시에 평화를 가로막고 있다는 데도 동의한다.
2005년 8월부터 9월까지 이스라엘은 독자적인 이탈 작전을 실행하여, 가자 지구의 유대인 전체가 탈출하였다. 2006년 에후드 올메르트는 필요하다면 서안 지구에서도 탈출하겠다는 계획을 주장하였다.

### 아랍인 인구
이스라엘 측에 거주했던 팔레스타인 아랍인 다수는 1948년 전쟁 당시 약 72만 명 가량이 팔레스타인에서 탈출하거나 추방되었다. 남았던 사람들은 이스라엘 시민권을 받아 현재 이스라엘 시민권 보유자 중 약 20% 가량을 차지한다. 흔히 "삼각형"이라 부르는 움 알팜-바카 알가르비에-티라 지역은 원래 요르단의 관할 지역이었지만, 이스라엘은 군사전략적 이점을 이유로 그린 라인 안쪽으로 들일 것을 요구했다. 이스라엘은 이를 위해 영토 교환을 제안했으며, 결국 삼각형을 받는 대신 헤브론 남쪽 언덕을 요르단에 할양했다.
제3차 중동 전쟁 이후 이스라엘이 그린 라인 바깥에서 점령한 영토에는 1947년~1949년 기간에 넘어온 팔레스타인인을 포함해서, 100만 명이 넘는 아랍 인구가 거주하고 있었다. 예루살렘을 제외하고, 그린 라인은 현재도 이스라엘과 바깥 영토를 행정적으로 나누는 경계로서의 역할을 하고 있다.
1967년 이스라엘이 동예루살렘을 점령한 이후, 동예루살렘에 거주하던 아랍인에게 영주권을 부여했으며, 이스라엘 시민권 신청 자격도 부여했다. 이스라엘 국내적으로는 1980년 예루살렘법을 통해 동예루살렘이 이스라엘의 일부임을 강조했다. 유엔 안전 보장 이사회 결의 제478호에서는 예루살렘법이 무효라고 규정하였으며, 현재 이를 인정하는 다른 국가는 없다.
1981년 크네세트는, 시리아의 도발에 대한 대응이라는 표면적인 이유를 제시하며, 골란고원법을 제정하였으며, 이를 통해 이스라엘의 법치 범위가 골란고원까지 확장되었다. 많은 국가들은 이를 비공식적 합병으로 보았으며, 미국에서는 데이비드 회담 위반으로 비판받음과 동시에, 유엔 안전 보장 이사회 결의 제497호에서 규탄받았다.

### 공식 지도

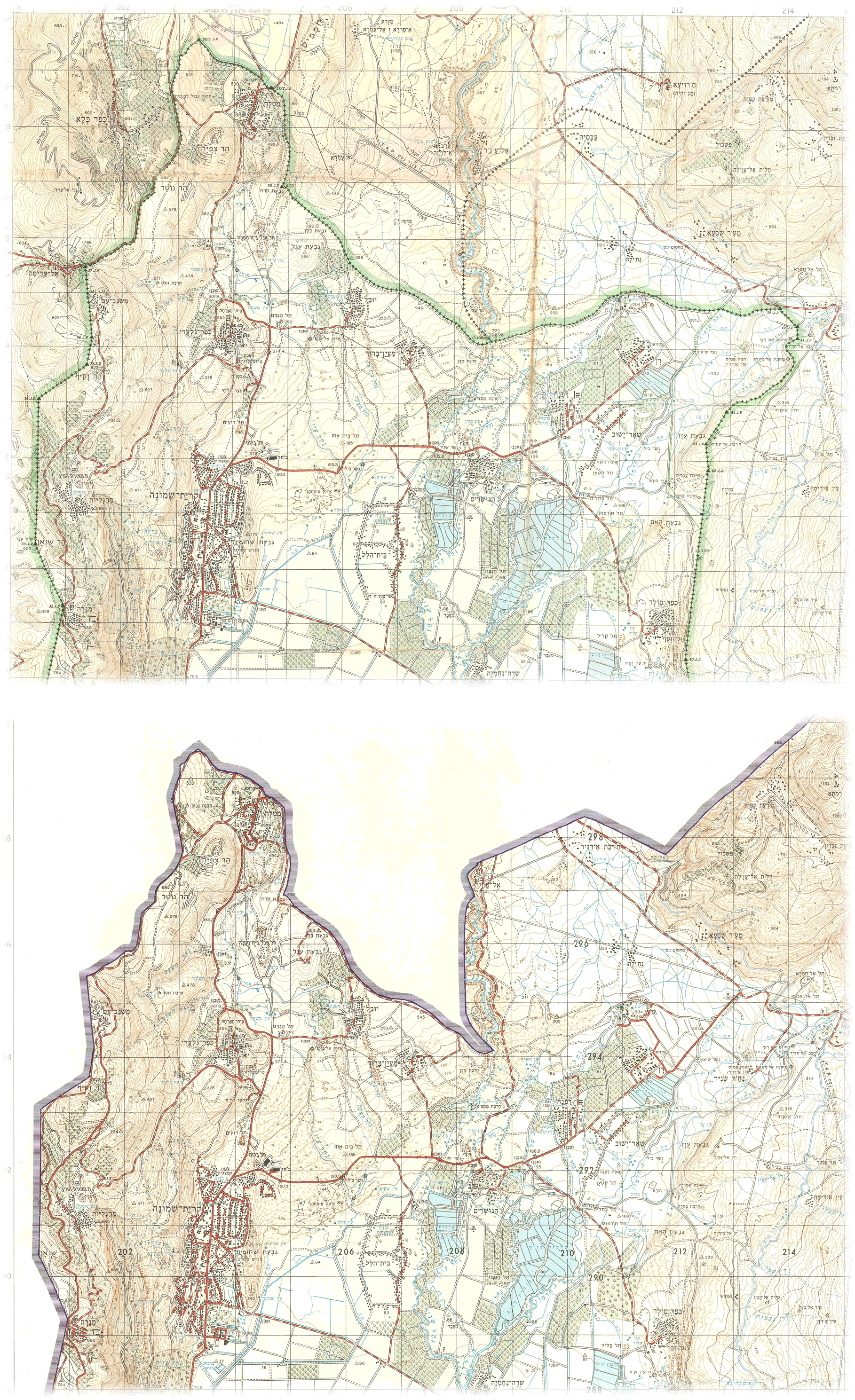
1967년 이후 그린 라인이 이스라엘 공식 지도에서 삭제된 모습(갈릴리 지방 예시).

1967년 10~11월, 이스라엘 안보 내각은 공식 지도에서 그린 라인을 삭제하자는 결의를 통과시켰다. 그린 라인 삭제는 극비에 부쳐졌으며, 미디어 엠바고 또한 설정되었었다. 새 지도 인쇄는 유엔 총회 종료까지 연기되었었다. 이후 이스라엘의 지도에서는 그린 라인 및 이집트와의 분계선이 삭제되었으며, 요르단과 레바논과의 분계선은 휴전선으로 바꿔 표시되었다.

## 이스라엘–팔레스타인 분쟁
1969년 12월 미국의 국무장관 윌리엄 P. 로저스는 "1949년 휴전선의 어떠한 변경점은 점령에 가중치를 두어서는 안 되며 양측의 안보와 관해 필요한 것으로만 작게 이뤄져야 한다. 우리는 팽창주의를 지지하지 않는다"고 말했다. 하버드 대학교의 법학 교수 스티븐 슈웨벌은 "...과거 팔레스타인 영토 내의 1949년 휴전선의 수정은, '양측의 안보에 관해 필요한 것으로만 작게 이뤄진' 것이나, 이스라엘의 예루살렘 전체에 대한 인정 같이 더 크게 이뤄진 것이나, 똑같이 합법적이다"고 응답했다. 슈웨벌은 주석에서 "1949년 휴전선은 각 세력의 영토 주장을 그대로 남겨둔 것이며, 둘 사이의 완전한 경계를 의도한 것이 아니다"라고 적었다.
이스라엘이 자국민과 군대를 그린 라인 안쪽으로 철수시켜야 하는지에 대한 의문은 현재까지도 이스라엘-팔레스타인 분쟁의 중요한 문제로 남아 있다. 현재 국제 사회에서는 암묵적으로 이스라엘이 철수해야 한다는 합의가 형성되어 있다. 유엔 총회의 팔레스타인 문제의 평화적 해법에 대한 연간 표결에서도 이러한 요점이 제시된 적이 있다. 이스라엘은 반대하고 있지만, 유엔 안전 보장 이사회 결의 제242호에서는 팔레스타인 영토에 대한 국제법 해석을 선포한 바 있다.
팔레스타인인과 그린 라인 자체는 관련이 없는 데다가, 결의 제242호를 팔레스타인 독립 국가를 인정하지 않고 자신들을 난민이라 칭했다는 점에서 반대하고 있다. 1976년 이후, 팔레스타인 해방기구 내부에서는 팔레스타인 국가를 성립하는 데 있어 1967년 6월 이전의 선을 인정하고 있다. 2008년 알자지라와 하레츠는 하마스 내부 등 팔레스타인 지도부 일부에서는 1967년 6월 이전 국경, 즉 그린 라인을 통한 이국 해법을 주장하고 있다고 보도했다. 하마스의 공식 정책은 이스라엘의 파괴이지만, 이스마일 하니야는 이스라엘이 1967년 점령한 영토에서 철수한다면 이스라엘과 장기적인 평화를 이룰 수 있다고 제안했다.
이스라엘인 다수는 1967년 이전 국경으로 회귀하는 것에 반대하고 있다. 2011년 한 연구에서는 이스라엘과 주변 아랍 국가의 평화가 담보된다 하여도, 77% 가량의 이스라엘인이 과거 국경으로의 회귀를 반대한다는 결과가 나왔다.
21세기 초 건설한 이스라엘 요르단강 서안 지구 분리 장벽은 대부분 팔레스타인 영토 안에 있지만, 일부는 그린 라인 안쪽 수 킬로미터에 위치하기도 한다.

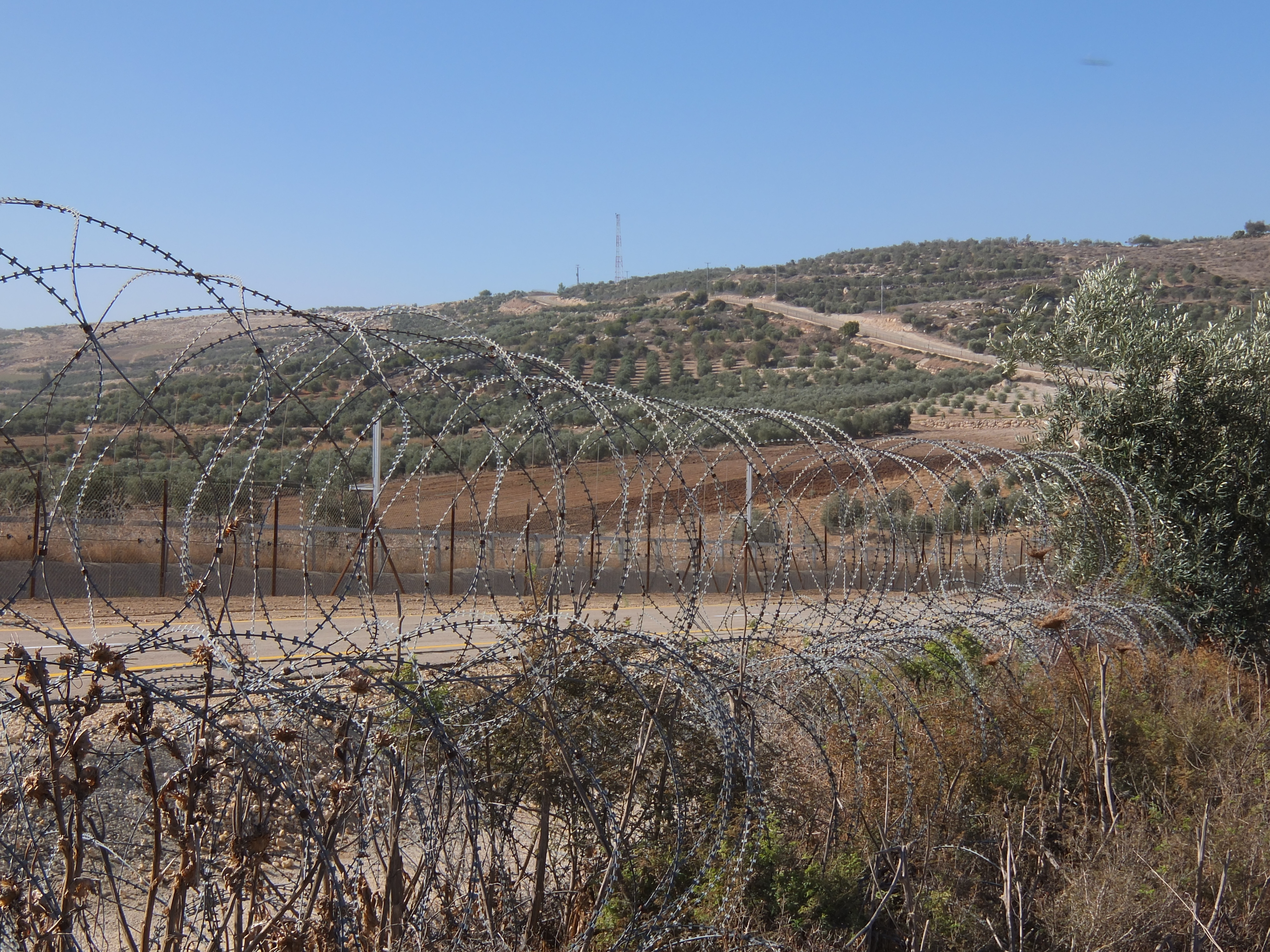
철조망이 쳐진, 과거 이스라엘과 요르단 사이의 그린 라인이었던, 이스라엘과 팔레스타인의 경계.

## 그린 라인의 물리적 및 사회적 인식
히브리 대학교의 지리학자 일란 살로몬에 따르면, 그린 라인은 우주에서도 알아볼 수 있다. 그린 라인은 유대 민조 기금에서 이스라엘 영토 경계를 표시하기 위해 심은 소나무 숲의 모양으로 식별할 수 있다. 살로몬과 라리사 플래시먼은 2006년 이스라엘 학생들이 그린 라인을 얼마나 알고 있는지 연구한 결과, 3분의 1 이하만 그린 라인의 위치를 알아볼 수 있으며, 자신의 정치 성향이 좌익 계열이라고 말할수록 서안 지구와 가자 지구의 위치를 더 잘 알고 있으며, 그린 라인의 위치와 현재 상태 또한 더 자세히 알고 있다는 것을 알아냈다.

## 같이 보기
- 블루 라인 (철퇴선)
- 동예루살렘과 서예루살렘
- 이스라엘 요르단강 서안 지구 분리 장벽

## 참고 자료
- Gad Barzilai and Ilan Peleg, "Israel and Future Borders: Assessment of a Dynamic Process", Journal of Peace Research, Vol. 31, No. 1 (February 1994), pp. 59–73
- Bornstein, Avram S. Crossing the Green Line Between the West Bank and Israel, University of Pennsylvania Press, 2001; Unfavourable review 보관됨 2008-10-12 - 웨이백 머신 by Steven Plaut, Middle East Forum, Vol. 10, No. 3, (Spring 2003); Favourable review by Matthew S. Gordon, Journal of Colonialism and Colonial History, Vol. 4, No. 2 (Fall 2003)
- S. Brian Willson, "History of Palestine and Green Line Israel", Most Dangerous of Rogue Nation, 1992, Revised May 2002
- David Newman, "Boundaries in Flux: The 'Green Line' Boundary between Israel and the West Bank – Past, Present and Future"[깨진 링크], Boundary & Territory Briefings, Vol. 1 no. 7, 1995.
- David Newman, "The functional presence of an 'erased' boundary: The re-emergence of the 'green line'" 보관됨 2008-03-06 - 웨이백 머신; from Schofield C.H. and Schofield R.N. (eds.). World Boundaries: the Middle East and North Africa, Routledge, London, 1995 (ISBN 0415088399)
- Nadim Rouhana, "The Intifada and the Palestinians of Israel: Resurrecting the Green Line", Journal of Palestine Studies, Vol. 19, No. 3 (Spring 1990), pp. 58–75
- Amb. Alan Baker, The Fallacy of the "1967 Borders" – No Such Borders Ever Existed
- Amb. Dore Gold, 'Land Swaps' and the 1967 Lines 보관됨 2015-09-30 - 웨이백 머신
- Ben-Dror, Elad (2015). Ralph Bunche and the Arab–Israeli Conflict: Mediation and the UN 1947–1949,. Routledge. ISBN 978-1138789883.